# Морозов, Дмитрий Кузьмич
Дмитрий Кузьмич Морозов (1912, Казимировка, Гомельская область — 20 января 1981, Феодосия) — полковник Советской Армии, участник Великой Отечественной войны, Герой Советского Союза (1945).

## Биография
Дмитрий Морозов родился 30 октября 1912 года в деревне Казимировка (ныне — Лоевский район Гомельской области Беларуси).
Рано остался без отца. У матери на руках было 5 детей и его отдали в Дом воспитанников, как самого младшего.
После окончания Гомельского финансово-экономического техникума, работал в Витебской области.
В 1934 году Морозов был призван на службу в Рабоче-крестьянскую Красную Армию.
В 1938 году он окончил Московское пехотное училище. Участвовал в боях на озере Хасан.
В 1939 году отличился во время советско-финской войны. За участие во взятии важного узла обороны противника и проявленный героизм командование представило к награждению Орденом Красного Знамени. Однако в боях под Выборгом Дмитрий Морозов был тяжело ранен и оказался в госпитале. После излечения был вызван в Москву, где боевую награду ему вручил лично Михаил Иванович Калинин. Затем вернулся в свой полк в Забайкалье.

## Великая Отечественная война
После нападения гитлеровской Германии, Дмитрий Морозов был направлен на кратковременные курсы полковых командиров.
С августа 1941 года — на фронтах Великой Отечественной войны.
Во главе 850-го полка 277-й стрелковой дивизии 5-й армии 3-го Белорусского фронта Дмитрий Морозов принял участие в Ржевской битве. За проявленную доблесть полк стал Краснознаменным и был награжден орденами Суворова и Александра Невского.
В июне 1944 года полк Дмитрия Морозова отличился во время освобождения Белорусской ССР при проведении операции «Багратион».
Во время прорыва обороны противника, к юго-востоку от Витебска он захватил укрепленный пункт Бураки на западном берегу реки Суходровка. Форсировать реку командир решил ночью, без выстрелов. Первыми переправились разведчики и «сняли» часовых. К утру полк захватил плацдарм, необходимый для наступления 5-й армии.
4 июля 1944 в 11 часов утра полк Дмитрия Морозова совместно с партизанами из бригады имени Ворошилова освободили город Мядель.
В июне-июле 1944 года полк Морозова успешно действовал при освобождении Вильнюса и Каунаса, переправе через Лучесу, Березину, Вилию и Неман.
18-21 августа 1944 года 850-й полк вышел к границе с Восточной Пруссией, нанеся противнику большие потери. Затем полк участвовал во взятии Кёнигсберга и Пиллау.
В 1945 году в Восточной Пруссии несколько десятков танков и значительный силы мотопехоты прорвали фронт. Ситуация сложилась тревожная. Однако на пути противника стали «морозовцы». Вражеская группировка была ими окружена и разбита. За этот бой Дмитрий Кузьмич Морозов был удостоен звания Героя Советского Союза.
После разгрома гитлеровцев, полк был переброшен на Дальний Восток и принимал участие в Маньчжурской операции против японских милитаристов. При отступлении японцы взрывали мосты через реки. Одной переправой руководил лично командующий армией М. И. Крылов, когда пришло сообщение, что полк Дмитрия Морозова уже переправился по выступающим конструкциям взорванного моста.
Во время войны он несколько раз был ранен, тяжело контужен, однако оставался на передовой.

## Послевоенные годы

Могила Морозова на Новом кладбище Феодосии.

После окончания войны Морозов продолжил службу в Советской Армии. В 1949 году он окончил Военную академию имени М. В. Фрунзе. 
В 1956 году в звании полковника Морозов был уволен в запас. 
Жил и работал в Феодосии.
Скончался 20 января 1981 года, похоронен на Новом городском кладбище Феодосии.

## Награды и звания
Указом Президиума Верховного Совета СССР от 24 марта 1945 года за «умелое руководство боевыми действиями полка, образцовое выполнение боевых заданий командования на фронте борьбы с немецкими захватчиками и проявленные при этом мужество и героизм» полковник Дмитрий Морозов был удостоен высокого звания Героя Советского Союза с вручением ордена Ленина и медали «Золотая Звезда» за номером 6161.
Был также награждён четырьмя орденами Красного Знамени, орденами Александра Невского, Отечественной войны I степени и Красной Звезды, рядом медалей.
Почётный гражданин Лоева.

## Память
- В его честь названа одна из улиц г. Мядель (район Старого Мяделя) и автобусная остановка городского маршрута № 1.
- В честь Д. К. Морозова установлен памятник на Аллее Героев в Лоеве[3].